# Isaac Bashevis Singer
Isaac Bashevis Singer (deutsche Transkription Isaak Baschewis Singer; jiddisch יצחק באַשעוויס זינגער; Pseudonyme zeitweilig: Varshavsky, D. Segal; geboren am 21. November 1902 in Leoncin, Polen, als Icek Hersz Zynger; gestorben am 24. Juli 1991 in Surfside, Florida) war ein polnisch-US-amerikanischer Schriftsteller. Als bislang einziger jiddischer Schriftsteller erhielt er im Jahr 1978 den Nobelpreis für Literatur.

## Leben

### Polen
Isaac Bashevis Singer wurde als Icek Hersz Zynger (jiddisch זינגער) in Leoncin als Sohn des dortigen Rabbiners Pinchos Menachem Zynger wahrscheinlich am 21. November 1902 geboren. Er selbst gab den 14. Juli 1904 an. Die Singers lebten bereits seit vielen Generationen in Polen, und die Männer waren seit mindestens sieben Generationen Rabbiner der chassidischen Glaubensrichtung. Einer der Vorfahren von Isaac Bashevis Singer soll sogar ein Schüler des legendären Baal Shem Tov gewesen sein. Isaac Bashevis Singers Mutter Bathsheba Singer (geb. Zylberman; jiddisch זילבערמן) kam aus dem Schtetl Biłgoraj bei Lublin und war die Tochter eines Rabbiners. Obwohl die Singers nicht unvermögend waren, verzichtete man aus religiösen Gründen in puritanischer Manier auf jeglichen Luxus und die Wohnung dekorierende Elemente wie Gemälde, Statuen, Teppiche. Viele weltliche Dinge wie Theaterbesuche oder sogar die Vergnügungen am jüdischen Purimfest waren im Hause Singer verpönt, da der Vater sie als nichtigen und sündigen Tand ablehnte. Später meinte Isaac Bashevis Singer in einem Interview, dass weder er noch sein älterer Bruder Israel Joshua Singer Rabbiner werden wollten. Aus Sicht seines Vaters sei er, obwohl er an Gott glaube, ein Atheist, da er nicht an jedes kleine Dogma und Religionsgesetz glaube, welches die Rabbiner von Generation zu Generation aufgebaut haben. Er habe aber bereits früh erkannt, dass diese ganzen Regeln nicht von Gott, sondern Menschen geschaffen wurden. Beider Schwester war die 1891 geborene Esther Kreitman (Hinde Ester Singer Kreytman), die ebenso als Schriftstellerin ein beachtliches Werk hinterließ.
1907 zog die Familie nach Radzymin, an den Hof eines chassidischen Rabbiners, wo der Vater eine Arbeit als Gehilfe des Rabbiners antrat. 1908 zog die Familie an die Krochmalna-Straße im jüdischen Armenviertel von Warschau, damals die größte jüdische und jiddischsprachige Ansiedlung der Welt (1910 waren ca. 300.000, knapp 40 % der 780.000 Einwohner, Juden). Isaac erhielt eine traditionelle jüdische Erziehung, er studierte die Tora, die Kabbala und andere jüdische Bücher. Die katastrophale Wirtschaftslage während des Weltkriegs zwang die Familie, sich 1917 zu trennen – Isaacs Mutter, Batsheva, zog mit ihm und seinem jüngeren Bruder Mosche in ihre Heimatstadt Biłgoraj, wo ihre Brüder in der Nachfolge des Vaters als Rabbiner amtierten, und wo der heranwachsende Singer die traditionelle Lebensform polnischer Juden, die sich dort infolge der Besonderheiten der geographischen und politischen Lage unverändert erhalten hatte, aus eigener Anschauung kennenlernte („Ich lebte jüdische Geschichte“). Sein Bruder Mosche kam später, ca. 1945, in der Sowjetunion ums Leben, nachdem er mit seiner Frau und seiner Mutter in das südliche Kasachstan verschickt worden war.
1921 kehrte Singer wieder nach Warschau zurück, um sich am fortschrittlich-orthodoxen Tachkemoni-Seminar zum Rabbiner ausbilden zu lassen. Er brach die Ausbildung nach einem Jahr ab und zog zu seinen Eltern in die Provinz. Er konnte jedoch aufgrund der Intervention seines älteren Bruders Israel Joschua Singer (1893–1944) – seinerseits ein bekannter jiddischer Autor – 1923 als Korrektor für eine moderne jiddische Zeitschrift nach Warschau zurückkehren, wo er selbst zu schreiben begann. Daneben fertigte er vor allem Literaturkritiken und Übersetzungen an. 1932 engagierte er sich als Mitbegründer der Literaturzeitschrift Globus. Bereits seine zweite Erzählung unterzeichnete er – um sich vom älteren Bruder zu unterscheiden – mit „Bashevis“, ohne Vor- oder Zunamen. Dieser Name ist der Genitiv von jiddisch „Ba(s)sheve“ (Batseba), des Vornamens seiner Mutter. Den vollen Namen „Isaac Bashevis Singer“ verwendete er erstmals 1950 beim Erscheinen seines ersten übersetzten Werks, der amerikanischen Fassung des Romans Die Familie Moschkat. Als „Bashevis“ machte er sich früh einen Namen, indem er das intensive Erlebnis seiner Entwicklungsjahre mehrmals literarisch darstellte und aufarbeitete. Singer hatte gerade einen ersten Roman, Satan in Goraj, in der Zeitschrift Globus in Fortsetzungen veröffentlicht, als ihm der ältere Bruder, der 1933 in den Redaktionsstab der großen jiddischen Tageszeitung Forverts nach New York berufen wurde, 1935 die Einreisemöglichkeit nach Amerika verschaffte. Die Übersiedlung bedeutete auch die Trennung von seiner ersten Frau Runia Pontsch und vom gemeinsamen Sohn Israel Zamir (geb. 1929), der nach Moskau und dann nach Palästina ging. Vater und Sohn trafen sich erst 1955 wieder.

### USA
Singer ließ sich in New York nieder und nach längeren Eingewöhnungsschwierigkeiten – sein autobiographischer Roman über diese Zeit trägt den Titel Verloren in Amerika (Erscheinungsjahr 1981) – wurde er ein produktiver und anerkannter jiddischer Autor, der vor allem im Forverts publizierte. 1938 traf er erstmals Alma Wassermann, geborene Haimann (1907–1996), die wie so viele aus Deutschland – in ihrem Fall aus München – geflohen war; die beiden heirateten 1940. 1943 erhielt er die amerikanische Staatsbürgerschaft.

Sein 1950 erschienener Roman Die Familie Moschkat (The Family Moskat) wurde in englischer Sprache veröffentlicht. Hier erzählte er die Geschichte über die Vernichtung des polnischen Judentums. Allgemeine Bekanntheit erlangte Singer dann mit der 1953 erschienenen amerikanischen Übersetzung seiner 1945 entstandenen Kurzgeschichte Gimpel der Narr durch Saul Bellow. 1957 folgten dann der Roman Der Zauberer von Lublin, 1962 Jacob der Knecht und 1967 The Manor. Das dann 1969 von ihm herausgegebene Buch The Estate bildete den Abschluss der epischen Trilogie (The Family Moskat, The Manor und The Estate) in der das Auseinanderbrechen alter Familien durch soziale, finanzielle und auch menschliche Veränderungen im modernen Zeitalter dargestellt wird. Im Jahre 1974 wurde Isaac Singer der National Book Award für seinen Roman Feinde – die Geschichte einer Liebe verliehen, 1978 erhielt er dann als bislang einziger jiddischer Schriftsteller für sein Gesamtwerk den Nobelpreis für Literatur: 

„für seine eindringliche Erzählkunst, die mit ihren Wurzeln in einer polnisch-jüdischen Kulturtradition universale Bedingungen des Menschen lebendig werden lässt“

Isaac Bashevis Singer verfasste seine Romane und Geschichten ausschließlich zuerst auf Jiddisch und veröffentlichte sie zunächst in Fortsetzungen in jiddischen Literaturzeitschriften und im Forverts, worauf er sie in Teilauswahl für die amerikanische Fassung, die den weiteren Übersetzungen zugrunde lag, überarbeitete und lektorierte (er sprach von seinem „zweiten Original“). Anfang der 1950er Jahre begann er konsequent mit der Übersetzung seiner Werke ins Englische. Dieser Schritt machte ihn international dann sehr bekannt. Me fregt mich oft, sagte er dazu, far woß schrajbßte jiddisch? Und er antwortete: Doß is majn schprach. In der dosiker schprach wil ich gewinen oder farlirn.
In den letzten 35 Jahren seines Lebens war Singer ein überzeugter Vegetarier, der dieses Thema häufig auch in seinen Geschichten aufgriff.
Am 24. Juli 1991 verstarb Isaac Bashevis Singer in einem Pflegeheim in Surfside, Miami-Dade County.

## Bedeutung – Verfilmungen
Singers Werk steht im Spannungsfeld zwischen Religion und Moderne, Mystizismus und rationaler Einsicht. Charakteristisch ist aber auch die tiefe Verbundenheit mit der jüdischen Mystik (Kabbala), der talmudischen Ethik, Tradition und Folklore sowie eine große naturwissenschaftliche Bildung und Vertrautheit mit der Philosophie – vor allem mit Spinoza, Schopenhauer, Eduard von Hartmann und Otto Weininger. Sein wichtigstes schriftstellerisches Vorbild war Knut Hamsun, den er mehrmals ins Jiddische übersetzt hat. Singer ist in vielen literarischen Stilen und Themenkreisen zu Hause. In seinen Werken bewegt er sich frei von mittelalterlichem zu modernem, vom Naturalismus zum Fantastischen und von psychologischen Schilderungen zu mystischem Erzählen. Die Protagonisten von Singers Erzählungen leben häufig am Rande der jüdischen Gesellschaft: geistig Gestörte, Kriminelle oder Prostituierte. In vielen seiner Geschichten geht es um Sexualität und das Heilige sowie deren wechselseitige Beziehung.
1974 verfilmte ein Wohnungsnachbar, Bruce Davidson, Mr. Singer’s Nightmare or Mrs. Pupkos Beard (Herr Singers Albtraum oder Frau Pupkos Bart) als halbstündige Mischung aus Spiel- und Dokumentarfilm (Drehbuch und Hauptdarsteller Isaac Bashevis Singer). 1983 wurde die Kurzgeschichte Yentl, the Yeshiva Boy mit Barbra Streisand in der Hauptrolle als Yentl verfilmt; dem Film stand Singer allerdings sehr kritisch gegenüber. 1986 drehte Amran Nowak mit Singer die Dokumentation Isaac in America: A Journey with Isaac Bashevis Singer, die 1987 für einen Oscar als bester Dokumentarfilm nominiert war.
Die Vorlage für den Film Feinde – Die Geschichte einer Liebe bildete 1989 der gleichnamige Roman; Regisseur war Paul Mazursky. 2007 verband der deutsche Regisseur Jan Schütte drei Kurzgeschichten Singers zu einem Spielfilm mit dem Titel Love Comes Lately mit Otto Tausig in der Hauptrolle. Dieser Film lief auf mehreren Festivals und kam im April 2009 unter dem Titel Bis später, Max! in die deutschen Kinos.

## Auszeichnungen
- 1964: Prix du Meilleur livre étranger für Le Magicien de Lublin[10] (Der Zauberer von Lublin)
- 1965: Mitglied der American Academy of Arts and Letters[11]
- 1969: Deutscher Jugendliteraturpreis, für Zlateh, die Geiß
- 1969: Mitglied der American Academy of Arts and Sciences[12]
- 1978: Nobelpreis für Literatur
- 1981: Buber-Rosenzweig-Medaille
- 1984: Ehrendoktortitel der Ben-Gurion-Universität im Negev in Beʾer Scheva, Israel

## Werke (Auswahl)

### Erscheinen/Entstehungszeit bekannt
- Satan in Goraj (Der sotn in Goray; Sotn of Gorey), 1934, deutsch 1957.[A 3]
- Die Familie Moschkat. Roman (Di Mischpoche Moschkat/The Family Mushkat) 1950, deutsch 1984.[A 4] Der Forverts hatte zwischen November 1945 und Mai 1948 den Roman gedruckt. Die Auflage 1950 beim Verlag Alfred Knopf wurde gekürzt und das Ende vom Autor verändert.[13]
- Gimpel der Narr und andere Erzählungen. (Gimpl tam un andere dertseylungen) 1957, deutsch 1968.[A 5]
- Schatten über dem Hudson (shadows on the Hudson, 1957), übers. Christa Schuenke, Hanser, München 2000[A 6]
- The Gentleman from Kraków. Volltext, engl. Als Theaterstück: The Ball, 1988 im Yiddish Theatre Dora Wasserman aufgeführt
- Der Kunznmacher fun Lublin. (Der Zauberer von Lublin). Roman, 1960, deutsch 1967
- The Slave. Aus dem Jiddischen übersetzt vom Autor und Cecil Hemley. Farrar, Straus and Cudahi, New York 1962
  - Jakob der Knecht. Roman 1962, deutsch 1965, Nachwort Salcia Landmann. Rowohlt, Reinbek[A 7]
- Spinoza von der Marktstraße. (The Spinoza of Market Street, 1962) deutsch 1982, Insel-Bücherei 1023/1
- Short Friday, 1962
  - Übers. Wolfgang von Einsied: Jentl, Erzählungen, dtv, München 2002 (1964).[A 8]
- Main Tatens Bes Din Schtub. 1966
- Übers. Otto F. Best: Mein Vater der Rabbi. Bilderbuch einer Kindheit. Autobiografische Erzählungen 1904–1918. (Beth Din. In my father’s court.) 1966, deutsch 1971; Neuausgabe 2002[A 9]
- Das Landgut. Roman. (The Manor) 1967, deutsch 1967.[A 10]
- Das Erbe. Roman. (The Estate) 1969, deutsch 1981. – Zweiter Teil von Das Landgut.
- A Day of Pleasure: Stories of a Boy Growing Up in Warsaw. 1969.
  - deutsch: Eine Kindheit in Warschau. Otto Maier, Ravensburg 1981, ISBN 3-473-35058-3.
- A Friend of Kafka, and Other Stories. 1970
- Elijah The Slave. 1970
- Joseph and Koza: or the Sacrifice to the Vistula. 1970
- Mayses fun hintern oyvn. 1971
- Enemies, a Love Story. 1972
  - Übers. Wulf Teichmann: Feinde, die Geschichte einer Liebe. Hanser, München 1974
  - Theaterbearbeitung: Feinde. Regie der EA Yael Ronen, Maxim-Gorki-Theater 2016
- A Crown of Feathers and Other Stories. 1974
  - Der Kabbalist vom East Broadway. Erzählungen. Hanser, München 1976
- Der bal-tschuve. 1974
- Der shpigl un andere dertseylungen. 1975
- A Little Boy in Search of God. 1976
- Leidenschaften. Geschichten aus der neuen und der alten Welt. Erzählungen, deutsch 1977
- Schoscha. Roman 1978, deutsch 1980
- A Young Man in Search of Love. 1978
- Old Love. Geschichten von der Liebe. Erzählungen (Old Love) 1979, deutsch 1985
- Die Gefilde des Himmels. Eine Geschichte vom Baal Schem Tow. Erzählung. (Reaches of Heaven. A Story of the Baal Shem Tov) 1980, deutsch 1982
- Verloren in Amerika: vom Schtetl in die Neue Welt. Roman (Lost in America) 1981, deutsch 1983, jiddisch bereits ab 1974.[A 11]
- Der Büßer. Roman (The Penitent) 1983, deutsch 1987[A 12]
- Yentl the Yeshiva Boy. 1983 (Vorlage für die Streisand-Verfilmung)
- Wahnsinns-Geschichten. Greno, Nördlingen 1986 Die Andere Bibliothek
- Ich bin ein Leser. Gespräche mit Richard Burgin. (Conversations with Isaac Bashevis Singer, Isaac Bashevis Singer & Richard Burgin) 1985, deutsch 1988
- Übers. Ellen Otten: Der Tod des Methusalem und andere Geschichten vom Glück und Unglück der Menschen. Erzählungen (The Death of Methuselah and Other Stories) 1988, Carl Hanser, München 1992, ISBN 3-446-15220-2; wieder dtv, München 1997, ISBN 3-423-12312-5
- Der König der Felder. Roman über die Frühgeschichte der Polen (The King of the Fields) 1988, deutsch 1997.
- Die Zerstörung von Kreschew. Erzählung, deutsch 1990
- Ein Tag des Glücks und andere Geschichten von der Liebe. Erzählungen, deutsch 1990
- Max, der Schlawiner. Roman, übersetzt von Gertrud Baruch, Deutscher Taschenbuch Verlag, München 2002, DNB-Link
- Das Visum. Roman (The Certificate) 1992, deutsch 1998
- Meschugge. Roman (Meshugah) 1994, deutsch 1998
- Jarmy und Keila. Roman, deutsch 2019, Jüdischer Verlag im Suhrkamp Verlag, ISBN 9783633542963

### Kinderbücher (Auswahl)
- Massel & Schlamassel und andere Kindergeschichten. Erzählungen (Mazel and Shlimazel) 1966, deutsch 1988.[A 13]
- Zlateh die Geiß und andere Geschichten. Erzählungen; Illustrationen von Maurice Sendak (Zlateh the Goat and Other Stories), 1966, deutsch: Rolf Inhauser 1968. Ausgabe in der DDR: Altberliner Verlag Lucie Groszer, Berlin 1971.
- The Fearsome Inn. 1967.
- Als Schlemihl nach Warschau ging (When Shlemiel Went to Warsaw and Other Stories). 1968.
- Utzel and his Daughter, Poverty. 1968.
- Elijah the Slave. 1970.
- Joseph and Koza. 1970.
- Der Kaiser von China, der alles auf den Kopf stellte (The Topsy-Turvy Emperor of China). 1971, deutsch 1993.
- The Wicked City. 1972.
- Die Narren von Chelm und ihre Geschichte (The Fools of Chelm and Their History) 1973, deutsch 1997.
- Noahs Taube (Why Noah Chose the Dove). 1974
- A Tale of Three Wishes. 1975.
- Naftali the Storyteller and His Horse, Sus: And Other Stories. 1976.
- Der Golem (The Golem). 1982, englisch 1969.
- Stories for Children. 1986.

## Bibliographien
- David Neal Miller: Bibliography of Isaac Bashevis Singer, 1924–1949. Peter Lang, New York u. a. 1984, ISBN 0-8204-0002-5 (englisch).
  - January 1950–June 1952, 1979; OCLC 34923163.
- Roberta Saltzman: Isaac Bashevis Singer. A Bibliography of His Works in Yiddisch and English, 1960–1991. The Scarecrow Press, Lanham, Maryland, and London 2002.